# Leone d'oro alla carriera
Il Leone d'oro alla carriera è un premio che viene assegnato all'interno della Mostra Internazionale d'Arte Cinematografica di Venezia a personalità del mondo del cinema che si sono distinte in quest'arte per il complesso della loro attività. Si affianca al Leone d'oro, vale a dire al premio assoluto, che viene invece assegnato a un film in concorso.
Istituito nel 1971, il riconoscimento venne preceduto nel 1969 e nel 1970 da un "omaggio". Non venne assegnato dal 1973 al 1981 e nel 1984. Precedentemente, omaggi di questo tipo erano le retrospettive.

## Albo d'oro

### Anni 1960
- 1969: omaggio a Luis Buñuel[2]

### Anni 1970
- 1970: omaggio a Orson Welles[2]
- 1971: John Ford, Marcel Carné, Ingmar Bergman[2]
- 1972: Charlie Chaplin, Anatoli Golovnya, Billy Wilder

### Anni 1980
- 1982: Alessandro Blasetti, Frank Capra, George Cukor, Jean-Luc Godard, Sergej Yutkevic, Alexander Kluge, Akira Kurosawa, Michael Powell, Satyajit Ray, King Vidor, Cesare Zavattini, Luis Buñuel
- 1983: Michelangelo Antonioni
- 1985: Federico Fellini, più un Leone d'oro speciale a Manoel de Oliveira e John Huston
- 1986: Paolo e Vittorio Taviani
- 1987: Luigi Comencini, Joseph L. Mankiewicz
- 1988: Joris Ivens
- 1989: Robert Bresson

### Anni 1990
- 1990: Miklós Jancsó, Marcello Mastroianni
- 1991: Mario Monicelli, Gian Maria Volonté
- 1992: Francis Ford Coppola, Jeanne Moreau, Paolo Villaggio
- 1993: Claudia Cardinale, Roman Polanski, Robert De Niro, Steven Spielberg
- 1994: Ken Loach, Suso Cecchi D'Amico, Al Pacino
- 1995: Woody Allen, Alain Resnais, Martin Scorsese, Giuseppe De Santis, Goffredo Lombardo, Ennio Morricone, Alberto Sordi, Monica Vitti
- 1996: Robert Altman, Vittorio Gassman, Dustin Hoffman, Michèle Morgan
- 1997: Gérard Depardieu, Stanley Kubrick, Alida Valli[3]
- 1998: Sophia Loren, Andrzej Wajda, Warren Beatty[4]
- 1999: Jerry Lewis[5]

### Anni 2000
- 2000: Clint Eastwood[6]
- 2001: Éric Rohmer[7]
- 2002: Dino Risi[8]
- 2003: Dino De Laurentiis, Omar Sharif[9]
- 2004: Manoel de Oliveira, Stanley Donen[10]
- 2005: Hayao Miyazaki[11], Stefania Sandrelli[12], più un Leone d'oro speciale a Isabelle Huppert[13]
- 2006: David Lynch[14]
- 2007: Tim Burton[15], più un Leone d'oro del 75° a Bernardo Bertolucci[16]
- 2008: Ermanno Olmi[17]
- 2009: John Lasseter e i registi della Disney•Pixar (Brad Bird, Pete Docter, Andrew Stanton e Lee Unkrich)[18]

### Anni 2010
- 2010: John Woo[19], più un Leone d'oro per l'insieme dell'opera a Monte Hellman[20]
- 2011: Marco Bellocchio[21]
- 2012: Francesco Rosi[22]
- 2013: William Friedkin[23]
- 2014: Thelma Schoonmaker e Frederick Wiseman[24]
- 2015: Bertrand Tavernier[25]
- 2016: Jean-Paul Belmondo e Jerzy Skolimowski[26]
- 2017: Jane Fonda e Robert Redford[27]
- 2018: David Cronenberg e Vanessa Redgrave[28]
- 2019: Julie Andrews e Pedro Almodóvar[29]

### Anni 2020
- 2020: Ann Hui e Tilda Swinton[30]
- 2021: Roberto Benigni[31] e Jamie Lee Curtis[32]
- 2022: Catherine Deneuve[33] e Paul Schrader[34]
- 2023: Liliana Cavani e Tony Leung Chiu-Wai[35]
- 2024: Sigourney Weaver[36] e Peter Weir[37]
- 2025: Werner Herzog[38] e Kim Novak[39]